# Legends of the Hidden Temple
Leyendas del Templo Escondido fue un programa de televisión dinámico conducido por Kirk Fogg que se realizó y grabó en Nickelodeon de 1993 a 1995.
El programa fue producido en Nickelodeon con asociación de Stone Stanley. En cada episodio participaban 6 equipos por pareja (un chico y una chica) que competían para ganar premios. El programa incorporó trucos físicos, también las preguntas basadas en los asuntos relacionados con la historia, la mitología y la geografía. La serie ganó una concesión de CableACE por mejor serie de juegos en 1995.
Desde 2023, las repeticiones en latino se trasmiten a través del servicio de streaming gratuito Pluto TV.

## Diseño
El diseño del sistema se asemejaba a varios diseños de Sudamérica antiguas, especialmente de la cultura Inca. Había varias zonas en las que se incluía una alberca de agua grande (el pozo), unas escaleras (los peldaños del saber) y un laberinto vertical grande de 2 pisos (el templo oculto) en la parte posterior. En la puerta del laberinto había una cabeza gigante que hablaba, era Olmeca (Llamado Sabio o Gran Sabio en castellano), dueño del templo, (hablado por Dee Bradley Baker en la versión en inglés). Cada episodio tenía un tema que trataba de una leyenda con respecto a cierto personaje que hablaba acerca de algo ocurrido en el pasado. Algunos de los personajes protagonistas fueron Napoleón Bonaparte, Harriet Tubman, Benjamin Franklin e Ícaro. Los desafíos físicos se realizaban después de cada leyenda.

## Equipos
En cada juego, 6 equipos de 2 miembros (una chica y un chico) competirían en las 3 rondas para ir al templo. Se les asignaba un color y un animal, indicados en sus uniformes:
- Jaguares rojos
- Barracudas azules
- Monos verdes
- Iguanas naranjas
- Cotorras púrpuras
- Serpientes plateadas

## Juego Principal

### 1: El Pozo
La primera ronda del juego implicaba un truco donde los 6 equipos tenían que pasar a través de una alberca conocida como "el pozo". Algunos de los métodos de uso general incluían balsas, cuerdas y puentes. Típicamente, si un miembro o los 2 del mismo equipo se caían al agua tendrían que ir hacia atrás e intentarlo otra vez hasta que atravesaran toda la alberca. Los primeros 4 equipos que presionaran sus gongs se trasladarían a la siguiente ronda.

### 2: Los peldaños del saber
Antes de la ronda 2, el Sabio contaba una historia sobre el personaje del día. La historia siempre era muy detallada y terminaba mencionando cual era el artefacto que había llegado al templo, además del salón específico en donde se encontraba, al finalizar su relato, el Sabio les hacía a los 4 equipos ganadores de la ronda anterior series de preguntas para probar sus memorias. Si un equipo sabía la respuesta, un concursante oprimía la marca ancestral en el suelo con el pie, haciendo que se encendiera una luz en su peldaño para demostrar que equipo había solicitado la opción, (si el Sabio estaba en medio de la pregunta, paraba de hablar inmediatamente). Cada pregunta tenía 3 respuestas posibles. Si el equipo contestaba correctamente, bajaba un escalón. Si un equipo contestaba incorrectamente o se tardaba más de 3 segundos, otro equipo tenía la opción de contestar. Una pregunta sería substituida si 2 de sus 3 opciones fueron eliminadas por una respuesta incorrecta. Los primeros 2 equipos que con 3 respuestas correctas llegaran al peldaño inferior, irían a la ronda siguiente.

### 3: Los juegos del templo
Los desafíos físicos empleados en leyendas eran muchos. En la primera temporada se ofrecieron diversos juegos en los que se incluía que los equipos subieran las rampas para recuperar objetos, mientras que se utilizaba una cuerda que se unía a estos. La mayoría de las rampas eran cubiertas de jabón y agua para hacer el juego más difícil. La segunda y tercera temporada se introdujeron actividades más físicas tales como objetos de mudanza o hacer girar una rueda. El tiempo máximo de los juegos era de 60 segundos (cuando un equipo terminaba el objetivo en menos de ese tiempo se acababa el juego). Después de cada desafío al equipo ganador se le daba un medallón de vida (que se utilizaría para defenderse de los guardias mayas en el templo). En los primeros 2 desafíos se les daba la mitad del medallón (en cada 1) y en el desafío final se les daba un medallón completo. en caso de que una prueba acabara empatada, se les entregaba el premio correspondiente a ambos equipos, Después de los 3 desafíos, el equipo que tenía más medallones era el que iría al templo. Los primeros 2 juegos se jugaba de hombre-hombre y mujer-mujer. (en contadas ocasiones se enfrentaban dos competidores de sexos opuestos), En el juego final ambos miembros del equipo participaban.
En caso de haber un empate en cuanto a la cantidad de medallones al finalizar el tercer juego, Fogg (o el Sabio en la segunda y tercera temporada) les hacía una pregunta a los 2 equipos. El primer equipo que presionara su gong y respondiera correctamente iría al templo. En la primera temporada, si se respondía incorrectamente, automáticamente el otro equipo iría, pero en las siguientes 2 temporadas, el otro equipo también tendría que contestar la pregunta correctamente.

### 4: El templo
El equipo que se imponía por sobre los otros 5, llegaba a esta instancia final, que consistía en la exploración del Templo del Sabio con la misión de recobrar el artefacto perdido, antes del inicio, el Sabio informaba a los exploradores sobre cuales eran las estancias con las que se encontrarían, y las respectivas tareas que debían realizar en cada sector para abrir la puerta correspondiente, (actividades que iban desde sentarse en un trono, hasta armar una estatua de plata), el tiempo disponible para la exploración del templo eran 3 minutos, iniciaba el recorrido un solo miembro que se pusiera de acuerdo con el compañero para ser el primero en entrar, en el templo había 3 guardias mayas designados para proteger 3 estancias específicas, el primer competidor portaba un medallón entero, y si se encontraba con un guardia, debía entregarle su medallón, lo que le permitiría obtener una vida extra y continuar, pero si al ya no tener medallón, era capturado por el segundo guardia, sería expulsado del templo, y sería inmediatamente el turno del compañero (a), quien podía (dependiendo de lo obtenido en la ronda anterior) estar portando otro medallón entero para defenderse del último guardia restante, pero en otros casos ese segundo jugador podía contar solamente con medio medallón, (un medio medallón, no serviría para protegerse del guardia), en este último caso, solía haber un medio medallón oculto en algún salón, el competidor podía encontrarlo y juntar las 2 mitades para obtener una vida extra.
En cuanto el jugador llegaba a tomar el artefacto, todas las puertas del templo se abrían, y los guardias (si es que aun quedaran) desaparecían automáticamente, el objetivo definitivo era salir por la puerta del templo con el tesoro en cuestión, antes de agotarse los 3 minutos, en caso de lograrlo, el equipo ganaría todos los premios existentes.

## Datos anecdóticos
El programa tuvo 3 temporadas de 40 capítulos cada una, totalizando 120 episodios en toda la existencia del show, estos 3 ciclos tuvieron lugar sucesivamente en los años 1993, 1994 y 1995, y hay algunos aspectos que diferenciaron notoriamente a las últimas 2 temporadas, con respecto a la primera, por ejemplo en el ciclo inicial, el conductor Kirk Fogg, era el encargado de dictar las reglas en el pozo, los juegos del templo, y después de que el sabio anunciaba el camino del templo, era Fogg quien les detallaba la reglamentación final a los competidores,
Sin embargo en las temporadas 2 y 3, fue el mismo Sabio quien empezó a encargarse de explicar las reglas en casi todas las fases del programa, a excepción de los "Peldaños del Saber", donde luego de que el Sabio relataba la leyenda, seguía siendo (igual que en la primera temporada) Fogg quien mencionaba las reglas de dicha prueba de preguntas.
Otra gran diferencia de la temporada 1 con el resto, fue que en el ciclo inicial de 1993, la fachada del estudio era más iluminada, con colores más claros, (naranja o amarillo) en los muros y el piso, mientras que en las temporadas 2 (1994) y 3 (1995), se pudo apreciar un ambiente considerablemente más opaco, gris y oscuro en la escenografía, implementado para darle un marco de mayor tenebrosidad al show.
También cabe mencionar que a veces, dentro de un mismo ciclo, pero mucho más notoriamente de una temporada a otra, solían producirse grandes cambios en el diseño interior del templo, modificándose los nombres y apariencias de la mayoría de los salones, además de la tarea a realizar en cada uno de ellos,
Olmec, el Sabio, era manejado mecánicamente desde adentro por su titiritero Dee Bradley Baker con una mano, mientras que con la otra sostenía el micrófono y tenía un libreto adelante suyo. Las luces de sus ojos se encendían y apagaban dependiendo de la duración e intensidad del sonido emitido.
En una entrevista del 2016, Fogg comentó que aun conserva su camisa original.
- Datos: Q6517982